# Аленкур (Ен)
Аленкур (фр. Alaincourt (Aisne)) је насељено место у Француској у региону Пикардија, у департману Ен (Пикардија).
По подацима из 2011. године у општини је живело 511 становника, а густина насељености је износила 86,61 становника/km².

## Демографија
| 1962. | 1968. | 1975. | 1982. | 1990. | 2011. |
| ----- | ----- | ----- | ----- | ----- | ----- |
| 454   | 434   | 425   | 504   | 521   | 511   |